# 奧格登斯堡 (新澤西州)
奧格登斯堡（英語：Ogdensburg）是位於美國新澤西州蘇塞克斯縣的自治市鎮。

## 人口
根據2020年美國人口普查的數據，奧格登斯堡的面積為5.82平方千米，當中陸地面積為5.71平方千米，而水域面積為0.11平方千米。當地共有人口2258人，而人口密度為每平方千米388人。